# Das Traum-Date
Das Traum-Date (Originaltitel: One Last Thing…) ist eine US-amerikanische Tragikomödie aus dem Jahr 2005. Regie führte Alex Steyermark, das Drehbuch schrieb Barry Stringfellow.

## Handlung
Der 16-jährige High-School-Schüler Dylan Jameison lebt bei seiner verwitweten Mutter Carol in Philadelphia. Er ist todkrank und leidet unter einem Hirntumor. Die Stiftung Wish Givers Foundation lädt ihn zu einer Fernsehshow ein, in der er nach seinem letzten Wunsch gefragt wird. Jameison wünscht sich ein Treffen mit dem berühmten Model Nikki Sinclaire.
Sinclaire sieht die Show und verabredet ein Treffen mit dem Schüler, welches sie jedoch nach einer kurzen Zeit beendet. Jameison ist enttäuscht und reist – von seinen Freunden begleitet – nach New York City, wo Sinclaire wohnt. Sinclaire hat keine Zeit für ihn.
Zurück zu Hause geht es Dylan immer schlechter, als Sinclaire im Krankenhaus auftaucht, verbringen sie gemeinsam eine letzte Nacht am Strand, in der Dylan stirbt.
In der letzten Szene sieht man den Geist von Dylan, der im Jenseits mit dem Geist seines Vaters angelt.

## Kritiken
Mick LaSalle schrieb in der San Francisco Chronicle vom 5. Mai 2006, der Film sei weit von den „üblichen Schemen“ der Filme über tödliche Krankheiten entfernt. Die Komödie beobachte gut; ihre Regie erweise Sensibilität gegenüber der Individualität der Charaktere. Die „starken Darstellungen“ selbst in kleinen Rollen würden eine sichere Hand des Regisseurs beweisen. Cynthia Nixon übermittle eine Fülle der Emotionen, wofür sie keine Dialoge brauche.

## Hintergründe
Der Film wurde in New York City und in Marcus Hook (Pennsylvania) gedreht. Seine Weltpremiere fand am 12. September 2005 auf dem Toronto International Film Festival statt. Am 5. Mai 2006 kam der Film in die ausgewählten Kinos der USA, in den er ca. 13,3 Tsd. US-Dollar einspielte.